# Руманнсфельден
Руманнсфельден (нім. Ruhmannsfelden) — громада в Німеччині, розташована в землі Баварія. Підпорядковується адміністративному округу Нижня Баварія. Входить до складу району Реген. Центр об'єднання громад Руманнсфельден.
Площа — 5,80 км2. Населення становить 2040 ос. (станом на 31 грудня 2020).

## Галерея

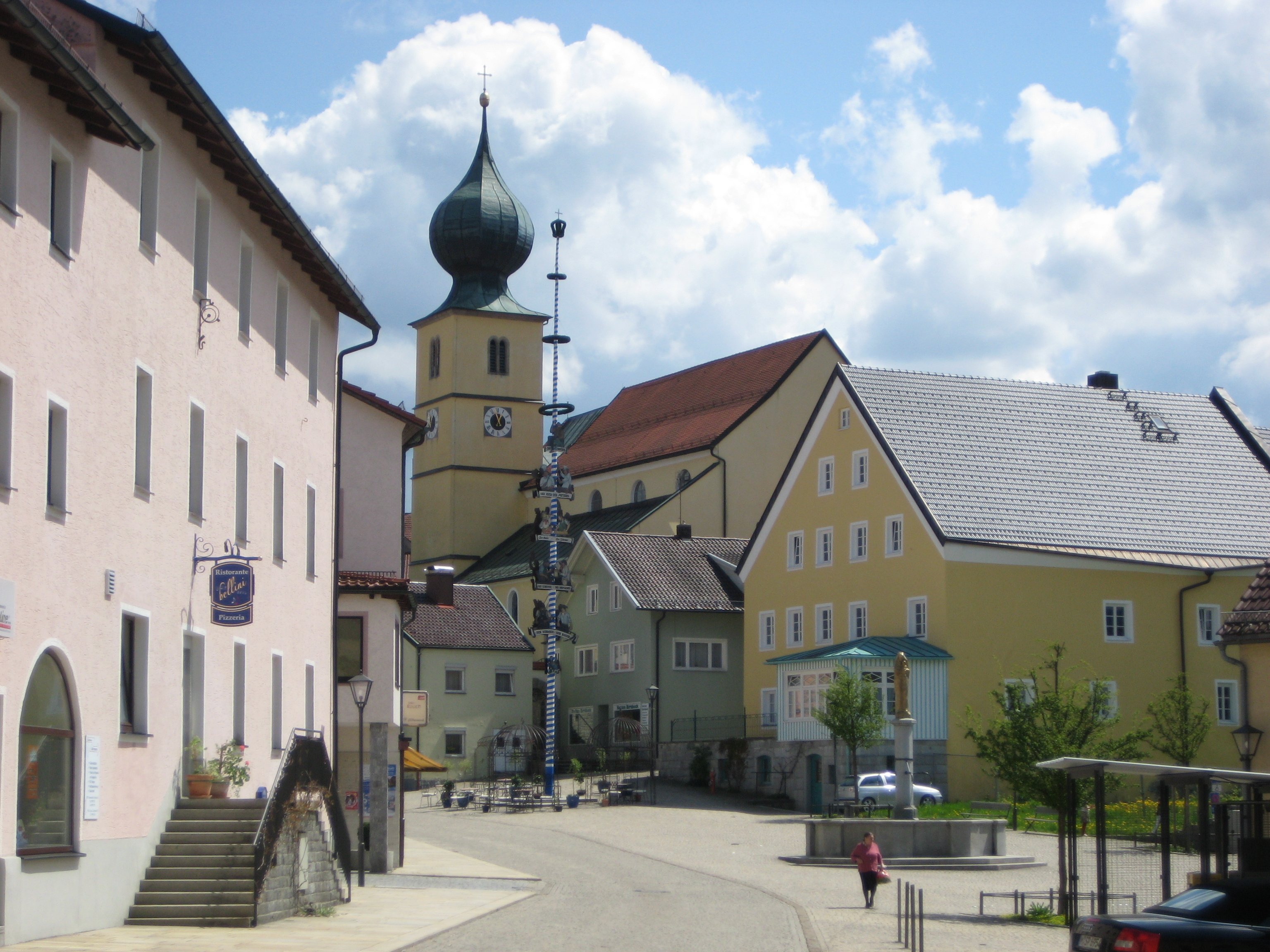
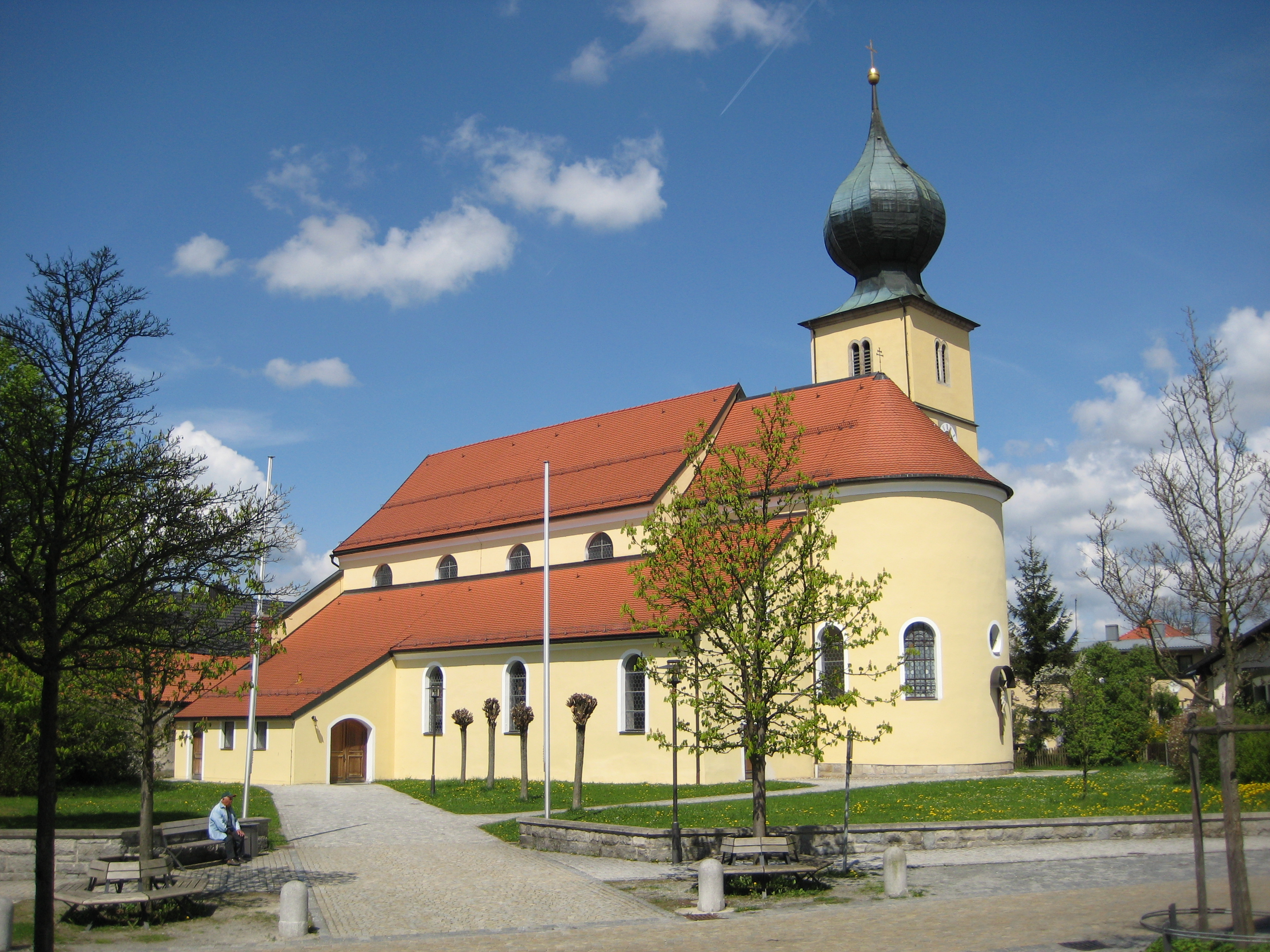
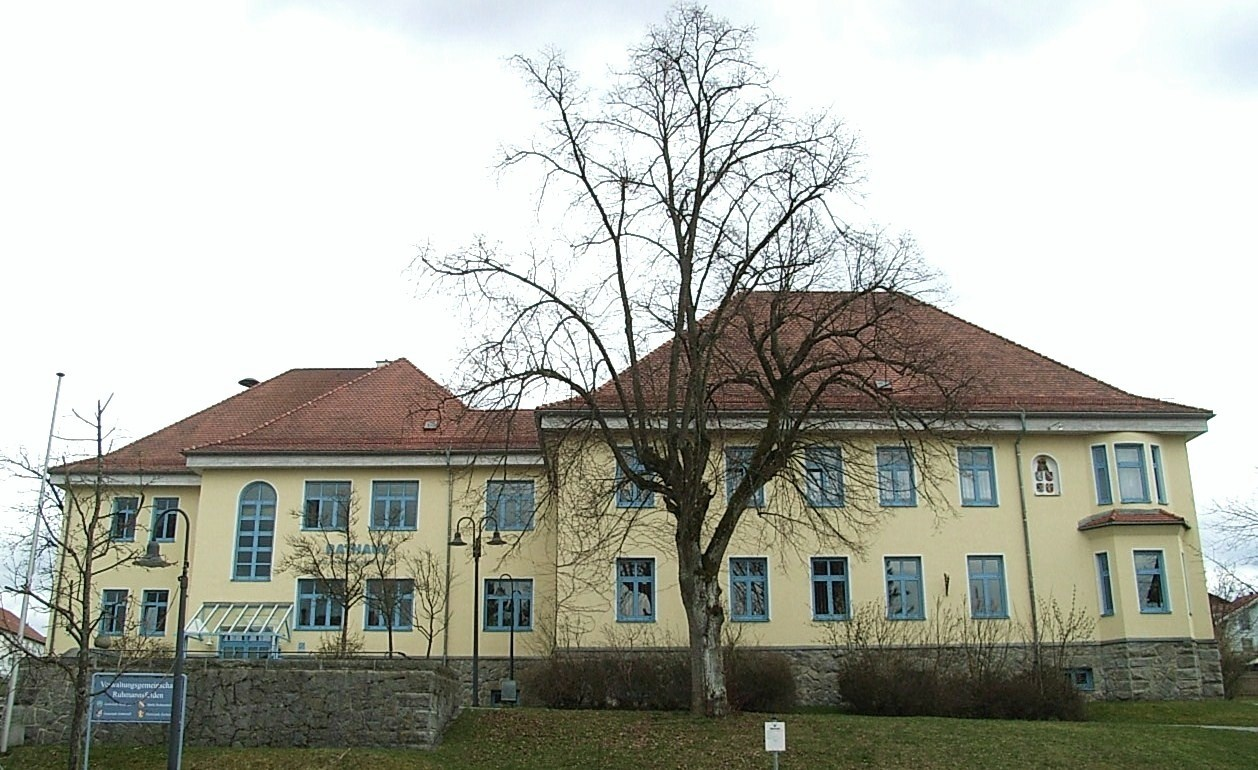